# 基爾運河
北海-波罗的海运河（德語：Nord-Ostsee-Kanal），国际上称作基尔运河（英語：Kiel Canal），1948年前被称为威廉皇帝运河（德語：Kaiser-Wilhelm-Kanal），是一条位于德国最北方的石勒苏益格-荷尔斯泰因州的，全长98公里（61英里）长的运河。
运河西起北海畔易北河口的布伦斯比特尔，跨越日德兰半岛，东至波罗的海的基尔湾的霍尔特瑙港。运河连接了北海和波罗的海，使得来往船只不必再绕过日德兰半岛，平均节省了460公里（合250海里）的路程。这样节省了航行时间，又可避免有风暴危险的海域。按照运河官方网站的说法，基尔运河是世界上最繁忙的人工航道，2007年有43,000艘较大船只经过运河。

## 历史
历史上的首次连接北海和波罗的海的运河是艾德运河（Eider Canal），它是通过扩展石勒苏益格-荷尔斯泰因州最长的河流艾德河而成，1784年完工，长43公里（27英里），连接了基尔与艾德河。从波罗的海进入的船只驶出艾德运河后便进入艾德河的天然水路，向西一直到图宁港进入北海，但由于只有29米宽，3米深，大大限制了船只通过能力。

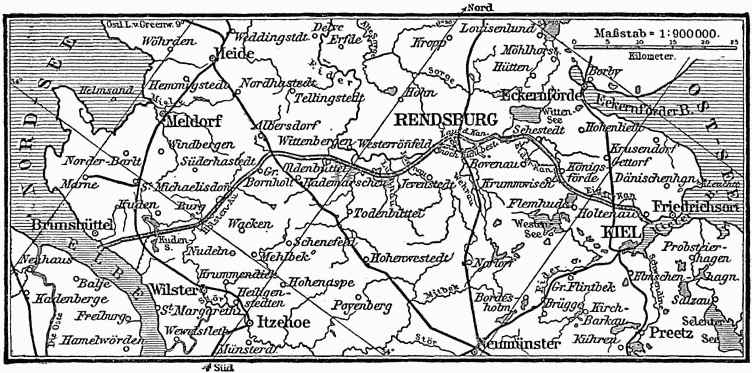
基尔运河初建时的地图（1888年）

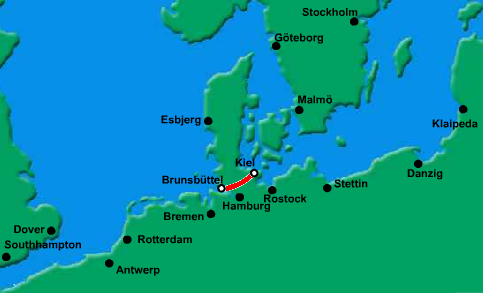
基爾運河路線圖（點擊放大）

19世纪末期，德国海军希望有较大的运河可以连接在波罗的海和北海的海军基地，使其不必绕行丹麦附近海域。另一方面商业的发展也要求开凿一条新运河。1887年6月新运河工程开始，九千工人工作八年才建成。1895年6月20日运河正式开通，威廉二世坐船由运河西端的Brunsb到达东段的霍尔特瑙。在霍尔特瑙举行了一个仪式，威廉二世正式命名该运河为威廉皇帝运河，并埋下了最后一块石头。运河的开通仪式被导演Birt Acres拍摄下来，其胶片还保存在伦敦的科学博物馆。
为了满足日益增长的交通和海军双方面的需求，1907年到1914年间进行了河床拓宽和运河加深工程，并在运河两端的港口安装了大型船闸。拓宽修整之后的运河可使无畏舰级别的军舰从北海到达波罗的海，而不必经过丹麦附近海域。第一次世界大战之后，依据凡尔赛条约里面的规定，运河由德国管理，但实施国际化，各国船只均可驶入。1936年希特勒政府取消了运河的国际化状态，二战后又重新国际化。

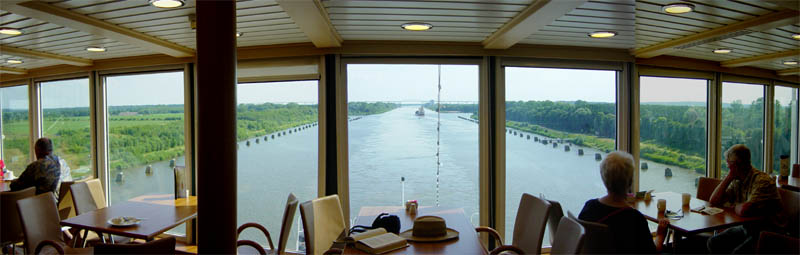
“挪威之梦”游船后方的休息室